# La Cruz de Piedra
La Cruz de Piedra är en ort i Mexiko.   Den ligger i kommunen Tecozautla och delstaten Hidalgo, i den sydöstra delen av landet, 140 km norr om huvudstaden Mexico City. La Cruz de Piedra ligger 1 696 meter över havet och antalet invånare är 172.
Terrängen runt La Cruz de Piedra är huvudsakligen kuperad, men den allra närmaste omgivningen är platt. Runt La Cruz de Piedra är det ganska tätbefolkat, med 72 invånare per kvadratkilometer. Närmaste större samhälle är Tecozautla, 3,6 km sydost om La Cruz de Piedra. Trakten runt La Cruz de Piedra består i huvudsak av gräsmarker.